# Moritz Borchardt
Moritz Borchardt (ur. 6 stycznia 1868 w Berlinie, zm. 6 stycznia 1948 w Buenos Aires) – niemiecki chirurg. 
Od 1905 profesor nadzwyczajny na Uniwersytecie Humboldtów w Berlinie, od 1906 roku szef drugiej kliniki chirurgicznej Szpitalu Virchowa. W 1923 roku był jednym z lekarzy zaproszonych do Związku Radzieckiego celem konsultacji śmiertelnie chorego Lenina. W 1927 leczył również prezydenta Reichstagu Paula Loebe, który cierpiał na ciężki przypadek zapalenia wyrostka robaczkowego. W 1933 jako Żyd został formalnie zwolniony ze stanowiska. Początkowo pracował w prywatnej klinice do czasu odebrania mu uprawnień nauczycielskich. W 1935 roku emigrował do Argentyny. Był jednym z pionierów neurochirurgii, opisał triadę objawów w skręcie żołądka: ból w nadbrzuszu lub za mostkiem, nudności bez wymiotów, niemożność założenia sondy nosowo-żołądkowej.